# Instituto Rio Branco

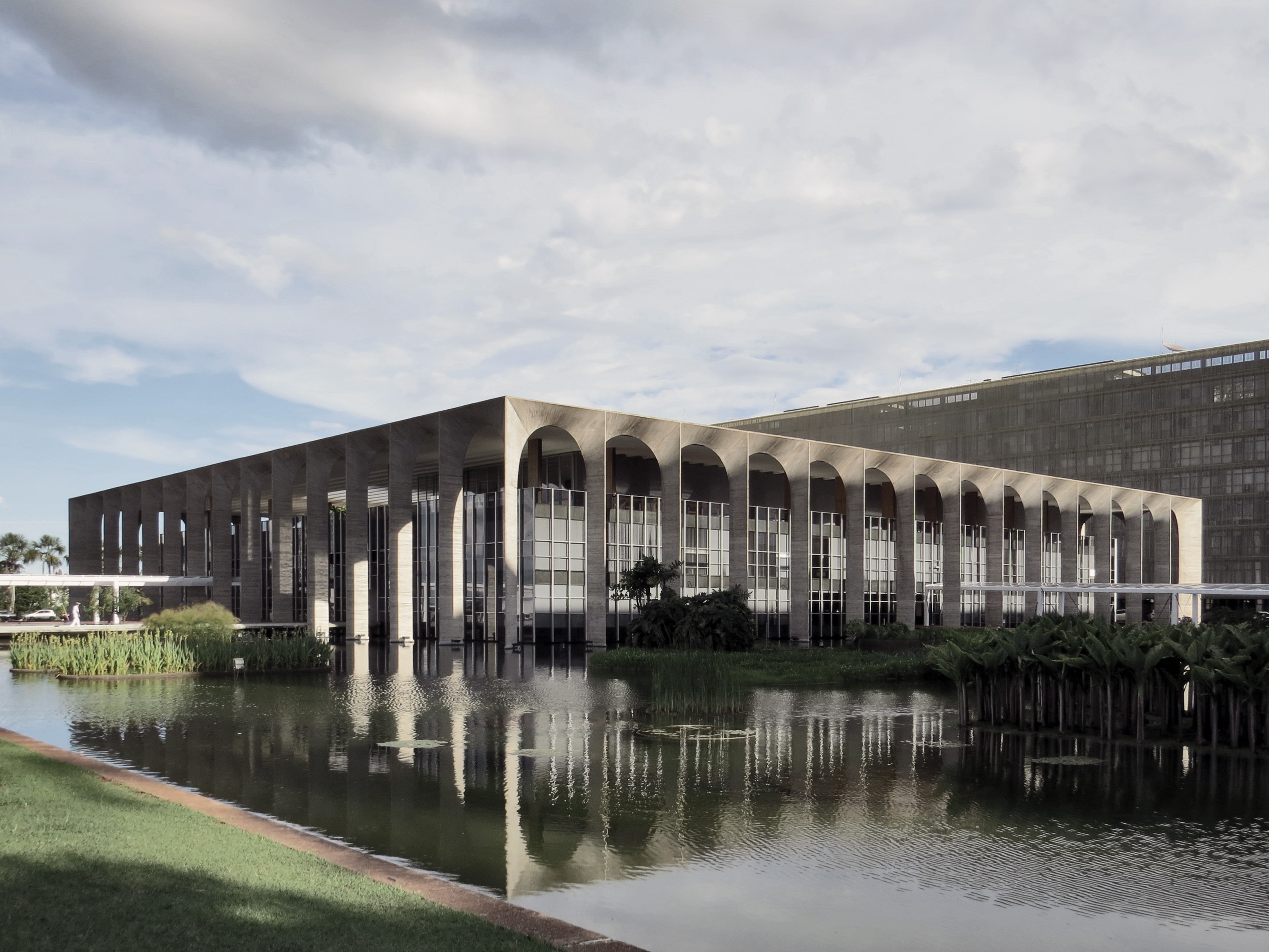
Palácio Itamaraty, casa da diplomacia brasileira, onde são lotados todos os diplomatas depois de formação no Instituto Rio Branco.

O Instituto Rio Branco (IRBr) é a escola diplomática do Brasil, reconhecido internacionalmente como uma das melhores academias diplomáticas do mundo. É a mais antiga escola de governo do país e a terceira mais antiga instituição de formação diplomática do planeta, sendo uma autarquia do Ministério das Relações Exteriores. Criado em 1945 como parte da comemoração do centenário do nascimento de José Maria da Silva Paranhos Júnior, Barão do Rio Branco, leva este nome em sua homenagem, que foi o formulador da política externa brasileira no início do século XX (1902-1912), o responsável pelas negociações fronteiriças do país com seus vizinhos e considerado o maior e mais importante diplomata da história do Brasil.

## História

Exame do Curso de Preparação à Carreira de Diplomata no Instituto Rio Branco, 1947. Arquivo Nacional.

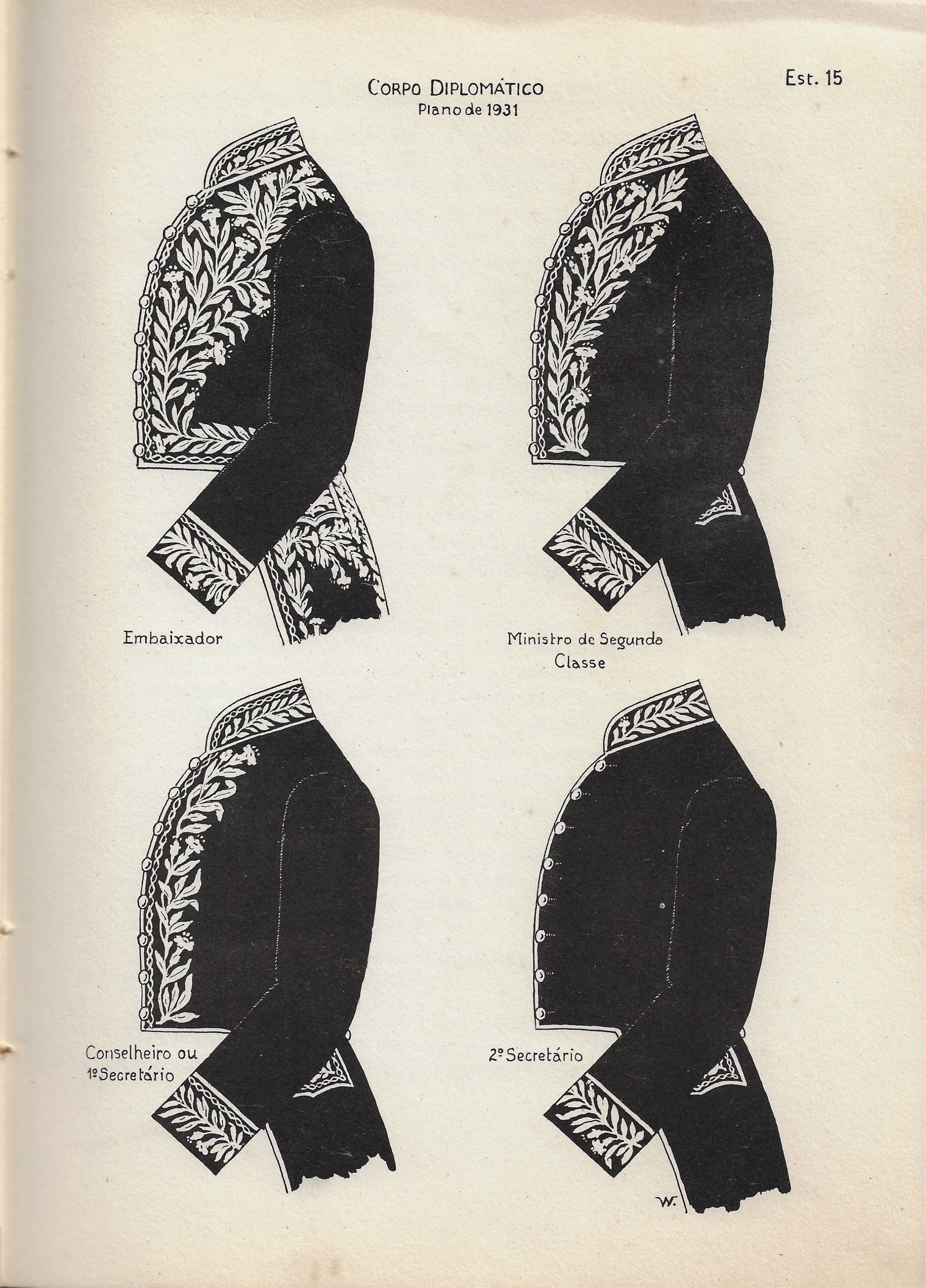
Uniformes vestimentais da diplomacia brasileira conforme regulamento de 1931.

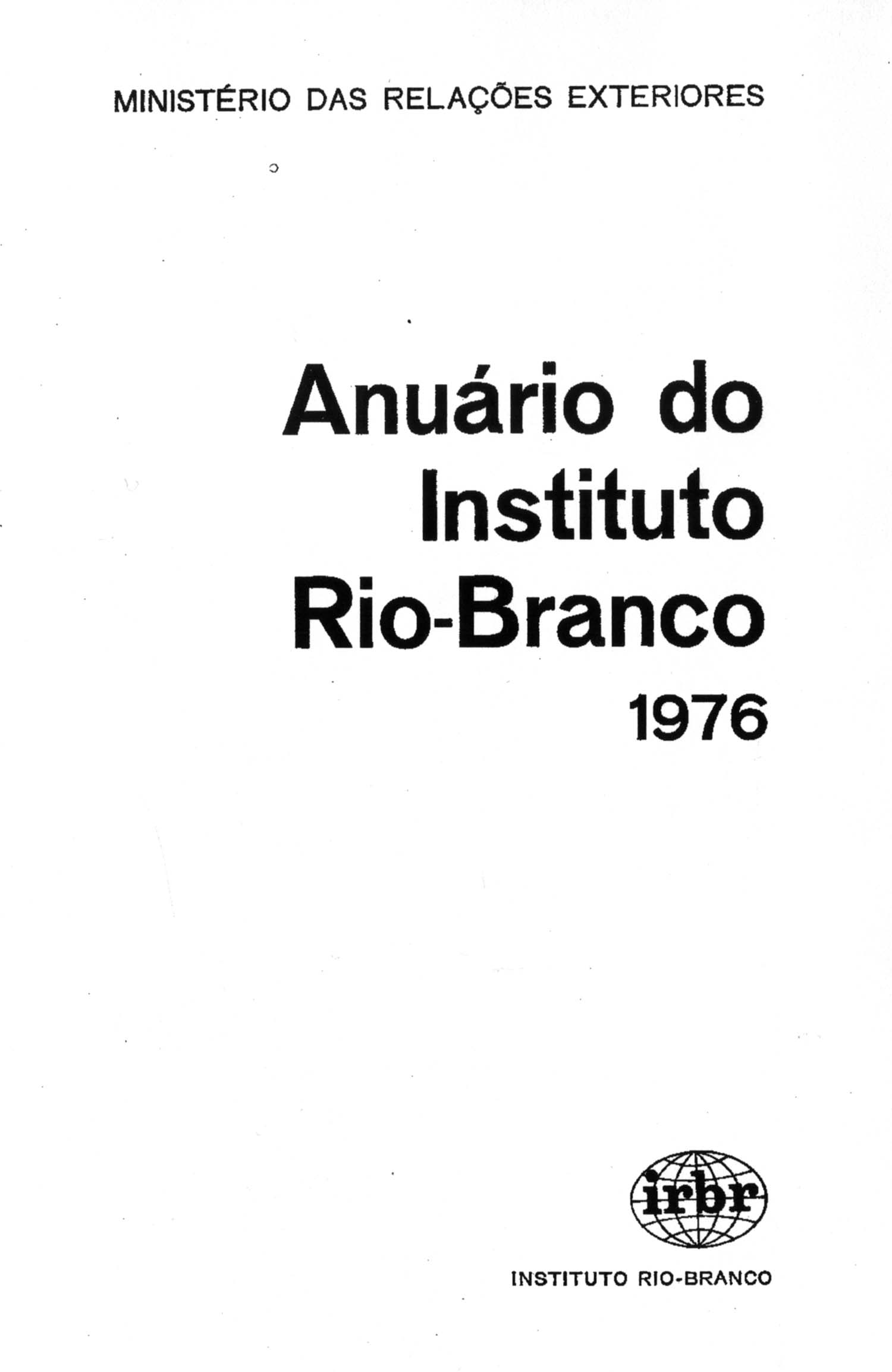
O tradicional emblema do Instituto Rio Branco na capa do anuário de 1976.

A história do Instituto Rio Branco remete à chancelaria do Barão do Rio Branco (1902-1912), que tinha o sonho do Brasil ter uma escola que formasse com excelência seus funcionários do serviço exterior.
Fundado em 18 de abril de 1945, pelo então Presidente Getúlio Vargas, desde 1946 o Instituto é responsável pela seleção e treinamento dos diplomatas de carreira do governo brasileiro, sendo que o ingresso para tal fim é feito por meio de um concurso público rigoroso.
Em 1956, estabeleceu-se o Curso de Preparação à Carreira de Diplomata (CPCD). A inscrição no CPCD era condicionada à aprovação em exame vestibular constante de provas de Cultura Geral e de noções de Francês, Inglês, História do Brasil e Corografia do Brasil. O CPCD foi substituído pelo Concurso de Admissão à Carreira de Diplomata (CACD) em 1996.
No final dos anos 1990, foi instalado em uma moderna sede, especialmente projetada com estrutura palaciana em Brasília, e é constituído pelos órgãos de Diretoria, Coordenação-Geral de Ensino, Secretaria Acadêmica, Secretaria Administrativa e a Biblioteca Embaixador João Guimarães Rosa (a qual possui acervo de mais de 21 mil exemplares e mais de 12 mil títulos de livros, periódicos, dissertações e teses nas áreas de história, política internacional, economia, geografia, direito, filosofia, sociologia, literatura etc.).
Inicialmente instituído com a dupla finalidade de tratar da formação e aperfeiçoamento dos funcionários do Ministério das Relações Exteriores (Itamaraty) e de constituir um núcleo de estudos sobre diplomacia e relações internacionais, o Instituto tornou-se, ao longo de seus quase 80 anos de existência, referência internacional como academia diplomática.

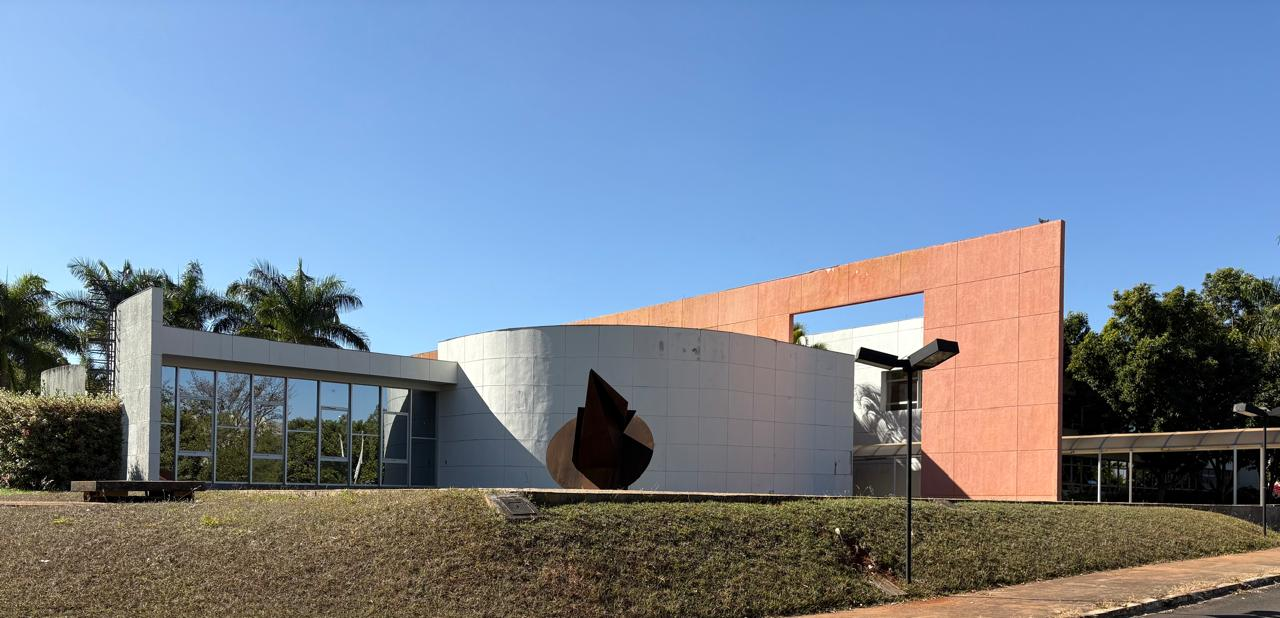
Prédio do Instituto Rio Branco

## Ingresso, Formação e Carreira
O ingresso ao Instituto Rio Branco se dá por meio de um concurso público, considerado o mais difícil do país: o CACD (Concurso de Admissão à Carreira de Diplomata), que cobra nível avançado e profundo em provas objetivas e discursivas que envolvem as disciplinas de História do Brasil, História Mundial, Política Internacional, Direito Interno, Direito Internacional, Economia, Geografia, Português, Inglês, Espanhol e Francês, fazendo desse um concurso de multidisciplinaridade. É preciso ser brasileiro nato, ter mais de dezoito anos, estar em dia com as obrigações eleitorais e do serviço militar, não possuir antecedentes criminais e ser formado em qualquer curso superior reconhecido no Brasil pelo Ministério da Educação (MEC). Aprovado no CACD, o diplomata toma posse no cargo de Terceiro-Secretário. Ao longo da carreira, o profissional passa por intenso aperfeiçoamento contínuo e realiza outros dois cursos: o Curso de Aperfeiçoamento de Diplomatas e o Curso de Altos Estudos. A carreira de diplomata no Brasil é bem definida e hierarquizada, tendo como pré-requisitos de promoção e elevação de cargo a meritocracia e o tempo de serviço. É necessário o mínimo de permanência de três anos em cada cargo para poder solicitar promoção. Os seis cargos da diplomacia brasileira, verticalmente de baixo para cima, são:
- Terceiro-Secretário (cargo inicial da carreira, onde o servidor fará o Curso de Formação de Diplomatas);

- Segundo-Secretário (cargo onde o servidor realizará o Curso de Aperfeiçoamento de Diplomatas);

- Primeiro-Secretário;

- Ministro-Conselheiro (cargo onde o diplomata fará o Curso de Altos Estudos);

- Ministro de Segunda Classe;

- Ministro de Primeira Classe ou Embaixador (cargo mais alto da carreira diplomática).

## Funções

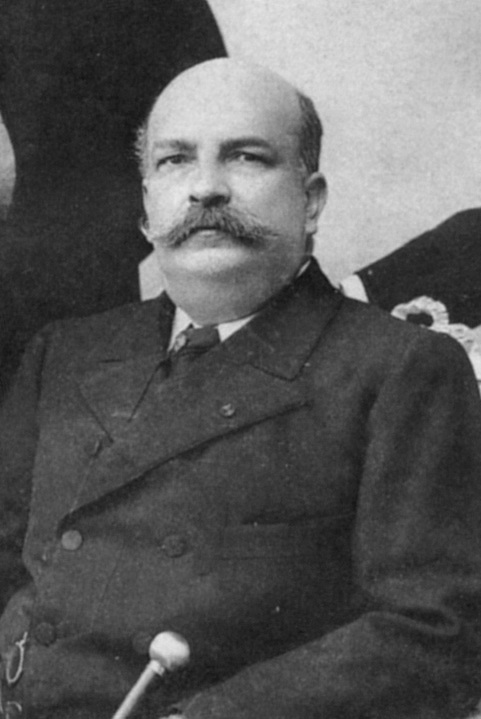
O Barão do Rio Branco, patrono da diplomacia brasileira, que foi homenageado ao dar nome ao Instituto Rio Branco.

O Instituto Rio Branco é o responsável por formar os diplomatas brasileiros. Ao ser aprovado no CACD, o diplomata empossado ingressa no Curso de Formação de Diplomatas (CFD), que dura de um ano e meio a dois anos. A conclusão do CFD é parte essencial para prosseguir na carreira. Ao longo da vida, o diplomata brasileiro ainda precisará cursar outros dois cursos: o Curso de Aperfeiçoamento de Diplomatas e o Curso de Altos Estudos, onde nesse último o diplomata deverá apresentar uma tese que contribua para o saber diplomático brasileiro e possa ser acrescentado à prática da profissão.
Conhecido mundialmente pelos resultados obtidos nos cursos, um exemplo dessa referência é o programa de cooperação internacional que treina diplomatas estrangeiros no Brasil e apoia diplomatas brasileiros a estudarem em academias diplomáticas estrangeiras. O Instituto recebe todos os anos, desde 1976, diplomatas estrangeiros bolsistas, que participam do Curso de Formação juntamente com os novos diplomatas. Até o presente, 260 diplomatas estrangeiros, oriundos de 50 países e um organismo internacional, participaram do curso de Formação de Diplomatas do Instituto Rio Branco.
O Instituto também realiza, desde 2002, o Programa de Ação Afirmativa (PAA) - Bolsa-Prêmio de Vocação para a Diplomacia. O referido programa é iniciativa pioneira do Itamaraty e tem por objetivo ampliar as condições de ingresso de brasileiros pretos ou pardos na carreira de diplomata, ampliando a diversidade do  serviço exterior, pois o ambiente diplomático deve refletir sua diversidade e ser fiel à composição da população brasileira.

## Bandeiras-insígnias da diplomacia brasileira
O decreto federal nº 43.807, de 27 de Maio de 1958, elenca as bandeiras da diplomacia brasileira bem como fornece os respectivos descritivos vexilológicos.
| Bandeira | Documento regulamentar                    | Cargo                                          | Descrição vexilológica |
| -------- | ----------------------------------------- | ---------------------------------------------- | --- |
|          | Decreto nº 43.807, de 27 de Maio de 1958. | Bandeira de embaixador do Brasil               | Conforme o decreto nº 43.807, de 27 de Maio de 1958, artigo 2.3.8: "Bandeira retangular; cor amarela da Bandeira Nacional; dois alinhamentos estrelas azuis dispostas segundo as diagonais da bandeira, convenientemente esgaçadas, num total de vinte e uma estrelas situada no ponto de intercessão das diagonais, comum a contagem (11) estrelas em cada alinhamento" |
|          | Idem                                      | Bandeira de Enviado Extraordinário do Brasil   | Artigo 2.3.9 - Bandeira retangular; cor amarelada da Bandeira Nacional. Cinco estrelas azuis dispostas sobre as diagonais da Bandeira em posições equidistantes entre si e dos extremos daquelas diagonais. |
|          | Idem                                      | Bandeira de Encarregados de Negócios do Brasil | Artigo 2.3.10 - Bandeira retangular; cor amarelada da Bandeira Nacional. Quatro estrelas azuis dispostas segundo os eixos retangulares que passam pelo centro da bandeira e ao redor deste na distância correspondente a um quarto (1/4) da largura da bandeira. |
|          | Idem                                      | Cônsul geral                                   | Artigo 2.3.11 - Bandeira-Insígnia de Cônsul Geral do Brasil na jurisdição do Distrito Consular - Bandeira Nacional. Três estrêlas azuis dispostas sôbre a vertical que passa pelo Centro da bandeira; uma das estrêlas situada neste centro e as outras duas, dêle distância correspondente a um quarto (1/4) da largura da bandeira.                                    |
|          | Idem                                      | Cônsul                                         | Artigo 2.3.12 - Bandeira-Insígnia de Cônsul do Brasil na jurisdição do respectivo Distrito Consular - Da mesma côr e feitio da bandeira-insígnia de Cônsul Geral não tendo, porém, a estrêla situada no centro da Bandeira. |